# 第11軍 (ドイツ軍)
第11軍（だい11ぐん、独Deutsche 11. Armee）は、第一次世界大戦、第二次世界大戦時のドイツ軍の部隊である。

## 第一次世界大戦
第11軍は1915年前半に編成された。第11軍は西部戦線に配属され、イープルの戦いで戦線保持のために短期間、戦った。
4月22日、第11軍はヴィスワ川南へマッケンゼン率いるオーストリア＝ハンガリー帝国第4軍と共に、ポーランドのゴルリツェ（Gorlice）-タルノフ（Tarnow）の戦線へ配置された。1915年7月、第11軍はロシア帝国軍を攻撃、戦線を突破した。
しかし、1917年、ロシア革命が発生、休戦が成立すると、一旦西部戦線に移動したが、1918年春、ロシアとの休戦交渉が暗礁に乗り上げると東部戦線に移動、ウクライナへの攻撃に参加した。1918年11月、ドイツが休戦すると、第11軍は解散された。

## 第二次世界大戦
1940年、第11軍はドイツ軍によるソビエト連邦攻撃のために編成され、バルバロッサ作戦が発動されると、南方軍集団に所属した。
1941年9月12日、第11軍司令官オイゲン・フォン・ショーベルト上級大将がFi 156シュトルヒで移動中に機体故障のために、ソビエト赤軍の地雷源に墜落、戦死した。そのため、後任としてエーリッヒ・フォン・マンシュタインが着任した。

第11軍はバルバロッサ作戦の間、南方軍集団の南側と担当、クリミア半島の攻略を命令された。

### セヴァストポリの戦い
第11軍は1941年夏から1942年までゼヴァストポリ要塞を包囲した。南方軍集団はブラウ作戦のためにスターリングラード方面へ進撃したが。第11軍はセヴァストポリ攻撃のために、作戦には参加しなかった。
第11軍はソビエト赤軍の補給路となっている海岸より、包囲した部隊を切り離し、その結果、セヴァストポリ要塞は陥落、ソビエト赤軍将兵100,000名を捕虜とした。この戦いの功績を認められ、マンシュタインは元帥に昇進、ドイツ総統アドルフ・ヒトラーも第11軍の功績からクリミア盾形名誉章を与えた。
その後、マンシュタインは第11軍をケルチ海峡から進撃させ、クバン川へ展開し、ロストフ・ナ・ドヌ占領の支援を行うか、南方軍集団の予備とするよう提案したが、第11軍に所属した大型攻城砲は北方軍集団へ配置転換、後にレニングラード攻略の為に、マンシュタインらも北方軍集団へ配置転換された。
第11軍の残存部隊は中央軍集団、南方軍集団内でそれぞれ統合され、1942年11月21日、第11軍司令部は新設されたドン軍集団司令部へ改組されることとなった。

### 司令官
- 1940年10月5日-1941年9月21日：オイゲン・フォン・ショーベルト上級大将
- 1941年9月21日-1942年11月21日：エーリッヒ・フォン・マンシュタイン元帥

### 戦闘序列

#### 1941年9月3日
- 軍直轄
  -  第170歩兵師団（英語版）
  -  第50歩兵師団（英語版）
  -  (自動車化)歩兵連隊「ライプシュタンダルテ・SS・アドルフ・ヒトラー」
- 第LIV軍団
  -  第72歩兵師団（英語版）
  -  第73歩兵師団（英語版）

- 第XXX軍団
  -  第46歩兵師団（英語版）
  -  第22歩兵師団（英語版）
- 第XXXXIX山岳軍団
  -  第2山岳猟兵師団（英語版）
  -  第4山岳猟兵師団（英語版）

- ルーマニア第3軍（英語版）
（独第11軍附属）
  - ルーマニア山岳軍団
    - 　ルーマニア第1山岳旅団
    - 　ルーマニア第2山岳旅団
    - 　ルーマニア第4山岳旅団

  - ルーマニア騎兵軍団
    - ルーマニア第5騎兵旅団
    - ルーマニア第6騎兵旅団
    - ルーマニア第8騎兵旅団

#### 1942年1月2日
- 軍直轄
  - ルーマニア第18歩兵師団
- 第LIV軍団
  -  第22歩兵師団
  -  第132歩兵師団（英語版）
  -  第24歩兵師団（英語版）
  -  第50歩兵師団

- 第XXX軍団
  - ルーマニア第1山岳旅団
  - 第72歩兵師団
- 第XXXXII軍団
  -  第170歩兵師団
  -  第46歩兵師団
  -  第72歩兵師団
  -  第73歩兵師団
  - ルーマニア自動車化連隊

- ルーマニア山岳軍団
（独第11軍団附属）
  - ルーマニア第4山岳旅団
  - ルーマニア第8騎兵旅団
  - ルーマニア第3自動車化連隊

## 第11SS装甲軍
第11軍は再編成されることとなったが、ヴァイクセル軍集団の初代司令官親衛隊全国指導者ハインリヒ・ヒムラーによって第11SS装甲軍と名称を変更された。
第11SS装甲軍はヒムラーの赴任期間中の1945年1月に編成された書類の上での軍編成であった。アントニー・ビーヴァーによれば第11SS装甲軍が編成された時、せいぜい軍団規模の戦力しかなかっただろうとしているが、その一方でハンス＝ゲオルグ・アイスマン（Hans-Georg Eismann）は装甲軍はそれよりはまだマシな部隊がいたとしている。
この編成により、ヒムラーは武装親衛隊将校を昇進させることを可能にし、武装親衛隊で最良の軍人、フェリックス・シュタイナー親衛隊大将が司令官に任命され、公式に発表、登録されたものの、部隊は1個師団規模でしかなかった。そのため、「SS Panzer-Armeeoberkommando 11（第11SS装甲軍司令部）」としても知られており、英語訳では「11th SS Panzer Army（第11SS装甲軍）」と呼称されることとなった。1945年2月、オーデル川東岸で戦闘した後に、西方総軍司令部（OB West）へ所属を移動した。
1945年、西側連合国軍との戦いの為に再編成され、多少の部隊が加わった。ヴェーザー川とハルツ山地で防衛戦を行った後の4月21日、第11SS装甲軍は連合軍に降伏した。
なお、ベルリンの戦いの時、シュタイナーがシュタイナー戦闘団を率いて戦ったため、第11SS装甲軍と混同されることがある。

### 司令官
- 1945年1月28日-1945年3月5日：フェリックス・シュタイナー親衛隊大将
- 1945年4月2日-1945年4月8日：オットー・ヒッツフェルト（英語版）歩兵大将
- 1945年4月8日-1945年4月21日：ヴァルター・ルフト砲兵大将

### 戦闘序列

#### 1945年2月19日
- 軍直轄
  - 第163歩兵師戦闘団
- 臨時第II軍団
  -  第9降下猟兵師団
  - 『デーネッケ』集団
  - シュテティーン防衛区司令部
  - スヴィーネミュンデ防衛区司令部
- 第XXXIX装甲軍団
  - 『ホルシュタイン』装甲師団
  -  第4SS警察装甲擲弾兵師団
  -  第10SS装甲師団『フルンツベルク』
  -  第28SS義勇擲弾兵師団『ヴァロニェン』

- 第IIISS民族ドイツ人軍団
  -  第11SS義勇装甲擲弾兵師団『ノルトラント』
  - 第23SS義勇装甲擲弾兵師団『ネーデルラント』
  -  第27SS義勇擲弾兵師団『ランゲマルク』
  - 第281歩兵師団
- ムンツェル戦闘団
  -  総統護衛師団（英語版）
  -  総統擲弾兵師団（英語版）
- 第XSS軍団
  - 第402特務師団司令部
  -  第5猟兵師団（英語版）
  - テッタウ軍団（第604特務師団）
  - ベールヴァルデ師団
  - ケスリーン師団

#### 1945年4月12日
- 第LXVI軍団
  -  第116装甲師戦闘団
  -  第9装甲師（英語版）戦闘団
  - SS旅団『ヴェストファーレン』
  -  第277国民擲弾兵師団
- 臨時第IX軍団
  -  第26国民擲弾兵師戦闘団（英語版）
  -  第326国民擲弾兵師戦闘団（英語版）

- 第LXVII軍団
  - グロースクロイツ戦闘団
  - ハイデンライヒ戦闘団
  - エットナー戦闘団
  - フェラー戦闘団